# 아이비김영
아이비김영은 1977년에 창립된 대한민국의 대학 편입 전문업체이다.
1977년에 서울 동대문에서 김영선생 대학편입이라는 이름으로 출발하였으며 1981년에 문교부에서 졸업 정원제가 실시되어 모든 대학의 편입학 시험이 금지되자 1982년부터 학사편입강좌만 개설했다.
1987년에 졸업 정원제의 폐지 및 입학 정원제의 부활로 일반 편입강의를 다시 시작하였으며, 1990년에 560명의 전국 대학 편입시험 합격생을 배출하였고, 1994년부터 1998년까지 발생한 수익이 200억원에 이르렀다.
1999년부터는 텝스에도 손을 대었으며, 2003년부터는 의·치의학입시학원사업을, 2007년에는 로스쿨 입시학원 사업에도 손을 대기 시작했다.
2009년에는 누적 합격자 수가 13만명을 넘어서기도 했다.
2011년에 메가스터디에 인수되었다.

## 내부 갈등 및 비리
2009년에 내부갈등이 불거지면서 스타강사들이 빠져나가 수강생이 급감했으며, 2011년 5월 27일에는 김영택 회장이 2004년부터 학원 강사와 직원 수를 실제보다 많은 것처럼 꾸며 인건비를 빼돌리고 수강료는 줄여 신고하는 등의 수법으로 회삿돈을 빼돌린 것과 이 돈으로 국내외 카지노에서 거액의 판돈을 걸고 상습적으로 도박을 한 의혹, 그리고 그 돈 중 일부를 세무조사 무마를 위한 정·관계 로비자금으로 썼다는 의혹으로 압수수색을 받기도 하였으며, 이후 메가스터디에 인수되었다.